# 보소반도

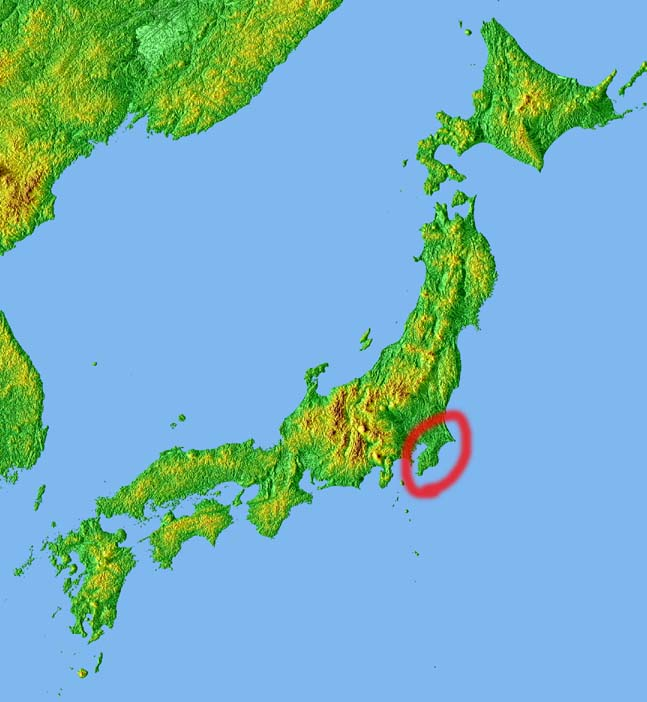
보소반도의 위치

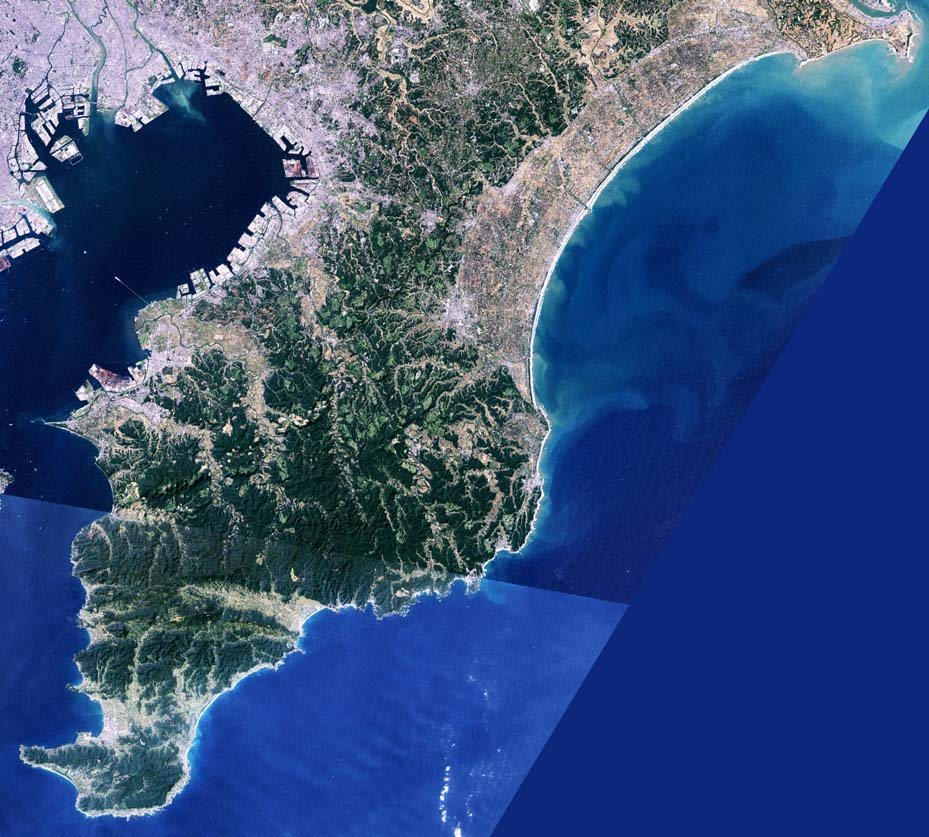
보소반도의 위성 사진

보소반도(일본어: 房総半島)는 간토 지방 동남부, 태평양에 접한 반도이다. 지바현의 대부분을 차지한다. 도쿄만의 동쪽과 닿아있다.
반도의 대부분은 구릉 지대로 해발고도는 400~1300m이다. 반도의 서부가 고도로 도시화된 반면에 다른 해안저지대와 내륙의 하곡은 주로 쌀을 재배한다.
도쿄 만을 가로지르는 터널교인 도쿄만 아쿠아라인이 기사라즈시와 가나가와현 가와사키시를 연결한다.
반도의 이름은 예전에 이곳에 있었던 영제국 이름에서 유래하였다. 첫 글자는 아와국에서 따왔고 두 번째 글자는 가즈사국과 시모사국에서 따왔다. 철도는 니시선 히가시선이라고 불린다.